# Joshua Hassan
Sir Joshua Abraham Hassan (Gibraltar, 21 de agosto de 1915-id. 1 de julio de 1997) fue un político y abogado gibraltareño, por dos veces ministro principal. Su primer mandato duró del 11 de agosto de 1964 al 6 de agosto de 1969, siendo el primer ministro principal del territorio, y el segundo del 25 de junio de 1972 al 8 de diciembre de 1987. Dirigió la Asociación para el Desarrollo de los Derechos Civiles y es considerado una figura clave en defensa de los mismos en Gibraltar y en la consecución de las primeras instituciones de autogobierno de los gibraltareños. El despacho profesional que fundó todavía existe hoy en día, siendo el más importante de Gibraltar.
Estaba en posesión de la gran cruz de la Orden del Imperio Británico y era caballero comendador de la Orden de San Miguel y San Jorge y teniente de la Real Orden Victoriana.

## Biografía
Hassan nació en el seno de una familia de judíos sefardíes originaria de Marruecos y la isla de Menorca. Estudió Derecho Anglosajón en el Middle Temple y comenzó a ejercer como abogado en Inglaterra y el País de Gales en 1939. Al estallar la Segunda Guerra Mundial se alistó como fusilero voluntario en el Ejército británico, quedándose estacionado en Gibraltar mientras muchos de sus paisanos fueron evacuados.

### Ministro principal de Gibraltar
En septiembre de 1942 un grupo de gibraltareños se unieron para crear una asociación en defensa de los derechos civiles de la población del Peñón. Ello culminaría con la creación de la Asociación para el Desarrollo de los Derechos Civiles ese mismo año, de la que Hassan fue nombrado presidente.
Hassan fue elegido ministro principal de Gibraltar el 11 de agosto de 1964, época en la que se reaviva el conflicto por la soberanía del Peñón con la entonces dictadura franquista que imperaba en España. Hassan participó en el Comité de Descolonización de la ONU, oponiéndose a las reivindicaciones españolas y alegando que casi la totalidad de la población de Gibraltar deseaba seguir siendo británica.
En las elecciones de 1969 fue derrotado por Robert Peliza, del IWBP. No obstante, en 1972 volvería a ganar las elecciones y ejerció un segundo mandato, que se extendió hasta 1987 y en el que destacan sucesos como la apertura de la frontera con España (cerrada por el régimen franquista en 1968) o el conflicto sobre el Aeropuerto de Gibraltar.

### Vida personal
Hassan se casó en 1945 con la española Daniela Salazar, con la que tuvo dos hijas, pero se divorciaron en 1969. Ese mismo año contrae matrimonio con Marcelle Bensimon, una mujer judía originaria de Marruecos. De este nuevo matrimonio nacieron dos hijas más.

### Muerte
Joshua Hassan murió el 1 de julio de 1997 a los 81 años en el Old St. Bernard Hospital de Gibraltar, tras varios días de sentir fuertes dolores de espalda. El entonces ministro principal de Gibraltar, Peter Caruana, afirmó: 

"Nadie ha hecho más por establecer y promover la identidad y el mantenimiento de los derechos del pueblo de Gibraltar."